# Migros

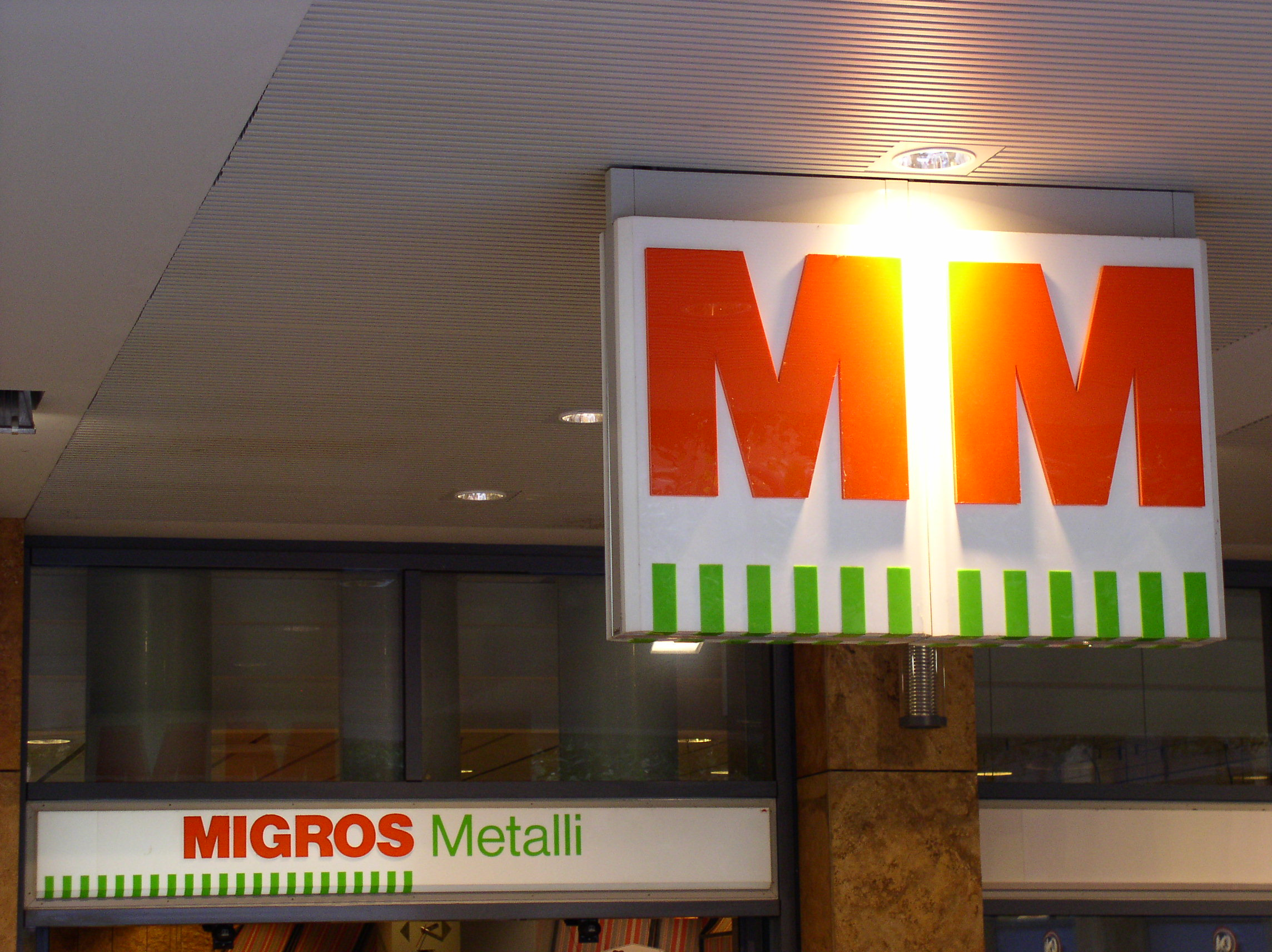
Entrada de um dos supermercados.

Migros é uma  das maiores redes de supermercados da suíça com sede em Zurique (Suíça). Fundada em 1925, por Gottlieb Duttweiler logo após o retorno dele do Brasil. Seu objetivo foi fundar uma organização comercial sem intermediários. Um fator determinante de grande sucesso da Migros foi a importação de bananas, algo até então extremamente raro na Suíça.
Atualmente a rede expandiu além do seu país de origem e tem  filiais na França, Alemanha e Turquia.
A empresa Migros além de supermercados tem gasolineiras, bancos, centros comercias, lojas de roupas, eletrônicos, entre outros. A empresa tem uma politica de não vender álcool no seus estabelecimentos, entretanto comprou uma das suas concorrentes de varejo, o Denner, que tem grande expertise em bebidas. Além de adquiriu a Globus, um varejista de roupas aumentando sua diversificação. 
Migros é o maior varejista da Suíça, além de ser o décimo quarto maior do mundo.

## Nomenclatura
Seu nome vem do francês "mi", que significa meio, e "gros", que significa atacado. Então seu nome diz que seus preços estão entre o atacado e o varejo.